# 阿爾斯頓 (喬治亞州)
阿爾斯頓（英語：Alston）是一個位於美國喬治亞州蒙哥馬利縣的城鎮。

## 地理
阿爾斯頓的座標為32°04′49″N 82°28′42″W / 32.08028°N 82.47833°W，而該地的平均海拔高度為70米（即230英尺）。

## 人口
根據2010年美國人口普查的數據，阿爾斯頓的面積為7.40平方千米，當中陸地面積為7.40平方千米，而水域面積為0.00平方千米。當地共有人口159人，而人口密度為每平方千米21人。